# Moulin de la Tour

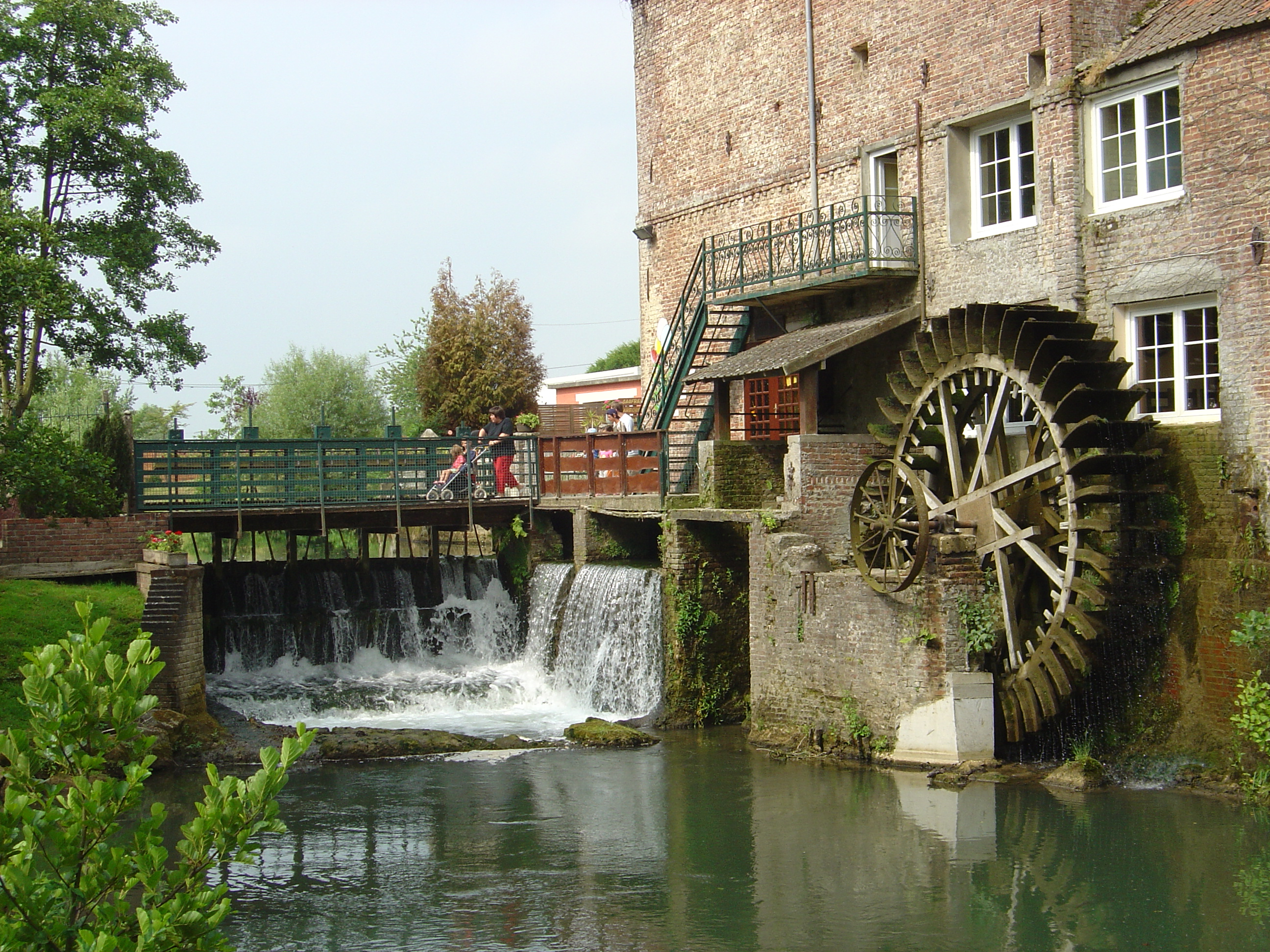
Moulin de la Tour

De Moulin de la Tour (letterlijk: Torenmolen) is een watermolen op de Leie in de tot het departement Pas-de-Calais behorende plaats Dennebrœucq, gelegen aan de Rue du Moulin de la Tour 11.

## Geschiedenis
De bakstenen molen deed aanvankelijk dienst als marmerzagerij. Einde 19e eeuw werd ze omgebouwd tot korenmolen, waarbij een turbine werd gebezigd. Vanaf 1966 kwam er een horecagelegenheid met terras bij de molen en in 1983 werd het gekocht door een echtpaar dat er een attractiepark omheen aanlegde: het Dennlys Parc.
Enkele (tamelijk recente) onderdelen van de maalinrichting zijn nog aanwezig, maar de inrichting is niet volledig, zodat er niet gemalen kan worden, ondanks de aanwezigheid van een waterrad.